# 대전유성우체국
대전유성우체국은 대전광역시 유성구를 관할하는 충청지방우정청 소속의 우체국이다.

## 기본 정보
- 우편번호: 34186
- 주소: 대전광역시 유성구 온천로 51

## 연혁
- 1910년 10월: 유성우체국 개국(주사국)
- 1991년 2월 21일: 대전유성우체국 개국(서기관국)
- 1992년 11월 2일: 현 청사 준공이전(지하3층,지상5층)
- 2001년 7월 2일: 대전보훈우편취급소 개국[1]
- 2002년 1월 28일: 한국통신연수원우편취급소를 KT인재개발원우편취급소로 명칭 변경[2]
- 2002년 6월 24일: 대전강변우편취급소를 서구 정림동 18-10에서 서구 정림동 610으로 이전[3]
- 2002년 7월 1일: 대전 서구지역 → 대전둔산우체국으로 이관
- 2003년 12월 3일: 대전유성수련원 개원 (현청사 5층)
- 2012년 2월 29일: 대덕대학교우편취급국 폐국[4]
- 2014년 7월 4일: 충남대학교우체국, 한국과학기술원우체국 폐국[5]
- 2014년 7월 7일: 충남대학교우편취급국, 한국과학기술원우편취급국 개국[5]
- 2014년 12월 31일: 한밭대학교우체국 폐국[6]
- 2015년 1월 5일: 한밭대학교우편취급국 개국[7]
- 2015년 7월 20일: 우편구역을 다음과 같이 고시[8]

| 배달국         | 배달구역      | 구역번호      |
| -------------- | ------------- | ------------- |
| 대전유성우체국 | 유성구 전지역 | 34000 ~ 34232 |

- 2017년 9월 30일: 대전보훈우편취급국 위탁계약 해지 및 폐국[9]
- 2017년 10월 10일: 대전보훈우편취급국을 대전구암동우편취급국으로 명칭 변경 및 재개국[9]
- 2017년 12월 1일: 충남대학교우편취급국을 충남대학교 제3후생관 1층에서 한누리회관 1층으로 이전[10]
- 2020년 6월 30일 : 구즉우체국 폐국[11]
- 2020년 7월 13일 : 대전구즉동우편취급국 신설[12][13]

## 관할 우체국
| 우체국명                 | 사진 | 주소                                                         | 비고                                                   |
| ------------------------ | ---- | ------------------------------------------------------------ | ------------------------------------------------------ |
| 구즉우체국               |      | 대전광역시 유성구 구즉로58번길 31-11 (송강동)                | 2020년 6월 30일 폐국                                   |
| 대전구즉동우편취급국     |      | 대전광역시 유성구 구즉로58번길 31-11                         |                                                        |
| 국방과학연구소출장소     |      | 대전광역시 유성구 북유성대로488번길 160                      |                                                        |
| 대덕대학교우편취급국     |      | 대전광역시 유성구 장동 대덕대학교 본관 지하1층               | 2012년 2월 29일 폐국                                   |
| 대덕연구단지우체국       |      | 대전광역시 유성구 대덕대로 587(도룡동)                       |                                                        |
| 대덕테크노밸리우체국     |      | 대전광역시 유성구 테크노4로 127(관평동)                      |                                                        |
| 대전구암동우편취급국     |      | 대전광역시 유성구 월드컵대로289번길 32 (구암동)              | 2017년 10월 10일 대전보훈우편취급국에서 명칭 변경      |
| 대전노은2동우체국        |      | 대전광역시 유성구 반석동로 53 (반석동)                       |                                                        |
| 대전보훈위편취급소       |      | 대전광역시 유성구 구암동 622-6                               | 2001년 7월 2일 신설                                    |
| 대전봉명동우체국         |      | 대전광역시 유성구 계룡로 61(봉명동)                          |                                                        |
| 대전신성동우체국         |      | 대전광역시 유성구 신성로 73 (신성동)                         |                                                        |
| 대전어은동우체국         |      | 대전광역시 유성구 어은로 57(어은동) 한빛프라자2층            |                                                        |
| 대전전민동우체국         |      | 대전광역시 유성구 엑스포로 486-22(전민동)                    |                                                        |
| 대전지족동우체국         |      | 대전광역시 유성구 은구비로 52 (지족동)                       |                                                        |
| 제76군사우체국           |      | 대전광역시 유성구 자운로97번길 431 (신봉동)                  |                                                        |
| 제120군사우편출장소      |      | 대전광역시 유성구 (반석동)                                   |                                                        |
| 진잠우체국               |      | 대전광역시 유성구 원내로39번길 25 (원내동)                   |                                                        |
| 충남대학교우체국         |      | 대전광역시 유성구 대학로 99                                  | 2014년 7월 4일 폐국                                    |
| 충남대학교우편취급국     |      | 대전광역시 유성구 대학로 99 충남대학교 한누리회관 1층 (궁동) | 2014년 7월 7일 신설 2017년 12월 1일 이전               |
| 한국과학기술원우체국     |      | 대전광역시 유성구 대학로 291                                 | 2014년 7월 4일 폐국                                    |
| 한국과학기술원우편취급국 |      | 대전광역시 유성구 대학로 291 (구성동)                        | 2014년 7월 7일 신설                                    |
| 한국전자통신연구원우체국 |      | 대전광역시 유성구 가정로 218 (가정동)                        |                                                        |
| 한밭대학교우체국         |      | 대전광역시 유성구 동서대로 125 (덕명동)                      | 2014년 12월 31일 폐국                                  |
| 한밭대학교우편취급국     |      | 대전광역시 유성구 동서대로 125(덕명동)                       | 2015년 1월 5일 신설                                    |
| KT인재개발원우편취급소   |      | 대전광역시 유성구                                            | 2002년 1월 28일 한국통신연수원우편취급소에서 명칭 변경 |

## 조직
- 우편물류과
  - 물류실
    - 집배실

  - 소포실

- 영업과
  - 우편영업실
  - 금융영업실
  - 보험영업실

- 지원과
- 경영지도실